# Осек (гміна, Сташовський повіт)
Гміна Осек (пол. Gmina Osiek) — місько-сільська гміна у східній Польщі. Належить до Сташовського повіту Свентокшиського воєводства.
Станом на 31 грудня 2011 у гміні проживало 7863 особи.

## Територія
Згідно з даними за 2007 рік площа гміни становила 129.33 км², у тому числі:
- орні землі: 62.00%
- ліси: 26.00%

Таким чином, площа гміни становить 13.98% площі повіту.

## Населення
Станом на 31 грудня 2011:
| Опис     | Загалом | Загалом | Чоловіки | Чоловіки | Жінки | Жінки |
| -------- | ------- | ------- | -------- | -------- | ----- | ----- |
| одиниця  | осіб    | %       | осіб     | %        | осіб  | %     |
| все      | 7863    | 100     | 3977     | 50.58    | 3886  | 49.42 |
| міське   | 1991    | 100     | 985      | 49.47    | 1006  | 50.53 |
| сільське | 5872    | 100     | 2992     | 50.95    | 2880  | 49.05 |

## Сусідні гміни
Гміна Осек межує з такими гмінами: Баранув-Сандомерський, Ґавлушовіце, Лонюв, Падев-Народова, Поланець, Ритв'яни, Сташув.